# Episodi di Piovono polpette (prima stagione)
La prima stagione della serie animata Piovono polpette è stata trasmessa negli Stati Uniti, in anteprima su Cartoon Network il 20 febbraio 2017 e procedendo con la trasmissione regolare dal 6 marzo al 3 dicembre 2017 sullo stesso canale. Gli ultimi tre episodi furono trasmessi sul servizio on demand di Boomerang l'11 gennaio 2018. In Canada la serie sarebbe dovuta andare in onda su Teletoon, ma fu poi trasmessa su YTV dal 6 aprile 2017.
In Italia è stata trasmessa dal 23 settembre 2017 al 29 maggio 2018 su Cartoon Network.
| n° | Titolo originale                | Titolo italiano                   | Prima TV originale | Prima TV Italia   |
| -- | ------------------------------- | --------------------------------- | ------------------ | ----------------- |
| 1  | And the Winner Is...            | E il vincitore è...               | 20 febbraio 2017   | 23 settembre 2017 |
| 2  | Princess Kittymittens           | Principessa Micetta               | 6 marzo 2017       | 30 settembre 2017 |
| 3  | Invent This!                    | Inventati questo!                 | 6 marzo 2017       | 30 settembre 2017 |
| 4  | Bacon Girl                      | La ragazza di pancetta            | 6 marzo 2017       | 23 settembre 2017 |
| 5  | Who You Callin’ Garbage?        | A chi hai detto spazzatura?       | 7 marzo 2017       | 23 settembre 2017 |
| 6  | The Ballad of Johnny Sardine    | La ballata di Johnny Sardina      | 8 marzo 2017       | 23 settembre 2017 |
| 7  | Millionaire Monkey              | I veri amici                      | 9 marzo 2017       | 30 settembre 2017 |
| 8  | Baby Brent Sitter               | I babysitter di Baby Rent         | 13 marzo 2017      | 30 settembre 2017 |
| 9  | Spoiler Orb                     | La sfera spoiler                  | 14 marzo 2017      | 7 ottobre 2017    |
| 10 | The Pandas Are Coming           | Arrivano i panda                  | 15 marzo 2017      | 7 ottobre 2017    |
| 11 | Inventors Only                  | Per soli inventori                | 16 marzo 2017      | 7 ottobre 2017    |
| 12 | Clock-a-Doodle-Doom             | La sveglia Chicchirichi'          | 20 marzo 2017      | 7 ottobre 2017    |
| 13 | The Sardemon                    | La barca dei dolci                | 21 marzo 2017      | 14 ottobre 2017   |
| 14 | Earl or Pearl?                  | Andiamo a pesca                   | 22 marzo 2017      | 14 ottobre 2017   |
| 15 | Sardinefest                     | Il Festival delle Sardine         | 23 marzo 2017      | 14 febbraio 2018  |
| 16 | Total Samesies                  | Siam siamesi                      | 27 marzo 2017      | 14 ottobre 2017   |
| 17 | Monkey Me, Monkey You           | Scimmia io, scimmia tu            | 28 marzo 2017      | 14 ottobre 2017   |
| 18 | Best Invention Ever!            | La migliore invenzione di sempre! | 29 marzo 2017      | 21 ottobre 2017   |
| 19 | That's Sal, Folks!              | Vi Sal-uto                        | 30 marzo 2017      | 21 ottobre 2017   |
| 20 | Cloudy with a Chance of Clouds  | Piovono nuvole                    | 3 aprile 2017      | 21 ottobre 2017   |
| 21 | The Science of the Toot         | Il Murales                        | 4 aprile 2017      | 21 ottobre 2017   |
| 22 | Mr. Stressup                    | Mister Stressato                  | 5 aprile 2017      | 28 ottobre 2017   |
| 23 | Virtu-Earl Reality              | Una vacanza virtuale              | 6 aprile 2017      | 28 ottobre 2017   |
| 24 | Hair We Go Again                | Calvo è bello                     | 11 gennaio 2018    | 28 ottobre 2017   |
| 25 | "It's About Time                | La capsula del tempo              | 11 gennaio 2018    | 28 ottobre 2017   |
| 26 | Self-Helpie                     | Il photobomber                    | 11 gennaio 2018    | 15 febbraio 2018  |
| 27 | Happy Clappy Monkey             |                                   | 27 aprile 2017     |                   |
| 28 | Robot Rumble                    | Robot innamorati                  | 27 aprile 2017     | 16 febbraio 2018  |
| 29 | My Pop Is Tops                  | Mio papà è il numero uno          | 5 agosto 2017      | 19 febbraio 2018  |
| 30 | Clone Alone                     | Un clone carino                   | 5 agosto 2017      | 20 febbraio 2018  |
| 31 | Coat of Harms                   | Un camice per due                 | 5 agosto 2017      | 21 febbraio 2018  |
| 32 | Earl of My Dreams               | Earl, l'uomo dei sogni            | 6 agosto 2017      | 22 febbraio 2018  |
| 33 | Spacy Race                      | Il programma spaziale             | 12 agosto 2017     | 23 febbraio 2018  |
| 34 | Tim and Jim                     | Lo zio Jim                        | 12 agosto 2017     | 26 febbraio 2018  |
| 35 | Mayornormal Activity            | Il sindaco e Halloween            | 13 agosto 2017     | 27 febbraio 2018  |
| 36 | Flintenstein                    | Il Dottor Flintenstein            | 13 agosto 2017     | 28 febbraio 2018  |
| 37 | Ratbirds and Cheesyworms        | Topuccelli e vermi di formaggio   | 19 agosto 2017     | 1 marzo 2018      |
| 38 | Junk in the Trunk               | Vendesi invenzioni                | 19 agosto 2017     | 1 marzo 2018      |
| 39 | The Inventor's Code             | Il Codice degli Inventori         | 20 agosto 2017     | 2 marzo 2018      |
| 40 | Baby-Baby Brent                 | Il piccolo Baby Baby Brent        | 20 agosto 2017     | 2 marzo 2018      |
| 41 | The Talented Mr. Buttons        | Il talentuoso Signor Bottone      | 26 agosto 2017     | 14 maggio 2018    |
| 42 | The Girl Who Cried Meteor       | Allarme meteorite                 | 26 agosto 2017     | 15 maggio 2018    |
| 43 | I Gotta Piñata                  | La pentolaccia di compleanno      | 27 agosto 2017     | 16 maggio 2018    |
| 44 | Your Fish Is My Command         | L'esercito delle sardine          | 27 agosto 2017     | 17 maggio 2018    |
| 45 | So I Married a Watermelon       | La sposa cocomero                 | 19 settembre 2017  | 18 maggio 2018    |
| 46 | The Shelbourne Identity         | Tutto per uno scoop               | 19 settembre 2017  | 21 maggio 2018    |
| 47 | Appreciate This!                | L'apprezzasfera                   | 19 settembre 2017  | 22 maggio 2018    |
| 48 | She's a Shoe-In                 | Sfida padre-figlio                | 19 settembre 2017  | 23 maggio 2018    |
| 49 | Lobster Claus Is Coming to Town | Chi è Babbo Natale?               | 19 settembre 2017  | 24 maggio 2018    |
| 50 | Lobster Claus Is Coming to Town | L'importanza del Natale           | 19 settembre 2017  | 25 maggio 2018    |
| 51 | When I Was Your Age             | Quando ero piccolo                | 19 settembre 2017  | 28 maggio 2018    |
| 52 | Flint's Biggest Flup            | Il Moltiplicatore Universale      | 19 settembre 2017  | 29 maggio 2018    |